# Adam de Welles, 1. Baron Welles

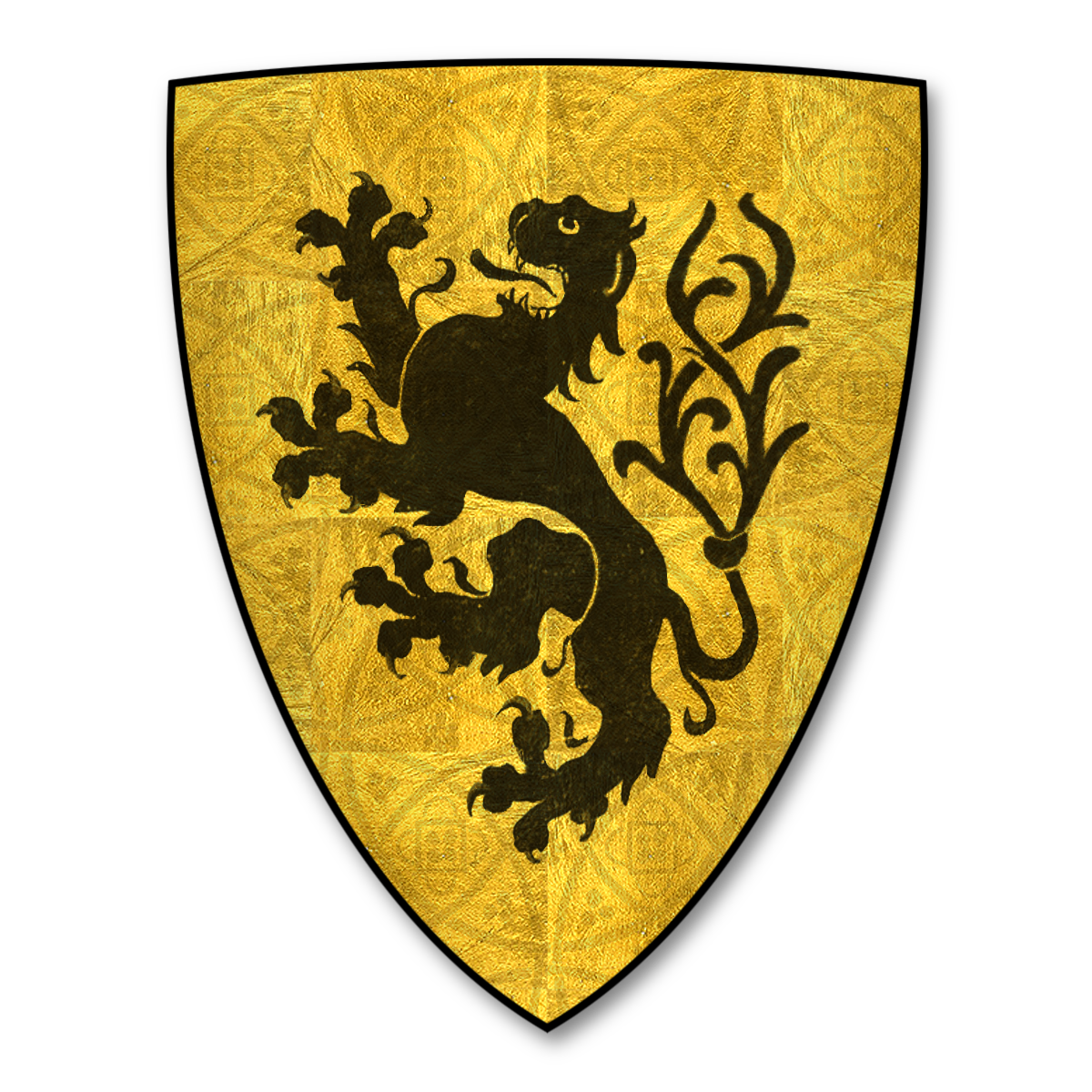
Wappen von Adam de Welles, 1. Baron Welles

Adam de Welles, 1. Baron Welles (auch Adam de Welle) († 1. September 1311) war ein englischer Adliger, Militär und Diplomat.

## Herkunft
Adam de Welles war ein jüngerer Sohn von William de Welle und dessen Frau Isabel Periton († 1315). Die Familie benannte sich nach Well bei Alford in Lincolnshire. Nach dem Tod von Adams Vaters 1264 hatte zunächst sein älterer Bruder William den Grundbesitz der Familie geerbt, doch nach dessen Tod um 1286 erbte Adam den Besitz.

## Dienst als Ritter im königlichen Haushalt
Zu einem unbekannten Zeitpunkt trat Welles als Ritter in den Dienst von König Eduard I. 1294 begleitete er Hugh Despenser den Älteren, als dieser als Gesandter zu König Adolf von Nassau nach Deutschland reiste. Zwischen 1297 und 1306 wird Welles als Banneret des königlichen Haushalts erwähnt. 1297 gehörte er zu den Rittern des Haushalts, die im Konflikt des Königs mit Erzbischof Winchelsey Strafzahlungen von Geistlichen annehmen durften, womit diese sich wieder die Gunst des Königs erkaufen konnten. Im selben Jahr nahm er im Krieg mit Frankreich mit einem Gefolge von einem Ritter und zwölf Knappen am erfolglosen Feldzug des Königs nach Flandern teil. Während des Feldzugs wurden zwei der Knappen zu Rittern geschlagen. Im Krieg in Schottland begleitete er den König während des Feldzugs von 1298 und nahm an der Schlacht bei Falkirk teil. 1300 nahm Welles mit drei Rittern und neun Knappen an der Belagerung von Caerlaverock Castle in Schottland teil. 1301 und von 1303 bis 1304 nahm er an weiteren Feldzügen nach Schottland teil, ebenso an dem von 1309 bis 1310 von Eduard II. geführten Feldzug.

## Aufstieg zum Baron
König Eduard I. belohnte Welles Dienste, indem er ihm 1299 die Verwaltung von Rockingham Castle und das einträgliche Amt des Verwalters der königlichen Forste zwischen Oxford und Stamford übergab. 1299 wurde Welles erstmals zu einem Parlament geladen, womit er als Baron Welles gilt und regelmäßig zu weiteren Parlamenten geladen wurde. Bereits 1297 hatte Welles weiteren Landbesitz in Lincolnshire von William II of Wyleby erworben, und später kaufte er noch von John Holland das Gut von Wyberton. Eduard II. schenkte ihm in Lincolnshire weiteren Landbesitz, durch den er jährliche Einkünfte in Höhe von £ 42 hatte. Nach seinem Tod wurde Welles in Greenfield Priory bei Aby in Lincolnshire beigesetzt.

## Heirat und Nachkommen
Welles hatte vor 1296 Joan († 1315) geheiratet, die Witwe von Walter Fitzrobert, des ältesten Sohns von Robert Fitzwalter, 1. Baron Fitzwalter. Sie war eine Tochter von Sir John Engaine. Mit ihr hatte Welles mindestens drei Söhne und eine Tochter:
- Robert Welles, 2. Baron Welles (1297–1320) ⚭ Maud de Clare
- Adam Welles, 3. Baron Welles (1304–1345) ⚭ Margaret Bardolf († vor 1334)
- John de Welles
- Margaret de Welles, Priorin von Greenfield

Welles Besitzungen, zu denen Anteile an siebzehn Gütern sowie fünf Pfründenbesetzungsrechte in Lincolnshire gehörten, erbte zunächst sein ältester Sohn Robert. Nach dessen frühen Tod erbte der jüngere Sohn Adam die Besitzungen.